# Atelomycterus fasciatus
Atelomycterus fasciatus is een vissensoort uit de familie van de Atelomycteridae. De wetenschappelijke naam van de soort werd in 1993 gepubliceerd door Compagno en Stevens. De soort komt voor op enkele plekken langs de noordkust van Australië.